# Sofia Hublitz
Sofia Hublitz (Richmond, 1 juni 2000) is een Amerikaans actrice. Ze speelde onder andere de rol van Charlotte Byrde in de televisieserie Ozark.

## Biografie
Hublitz werd geboren in Richmond in Virginia op 1 juni 2000. Doordat haar moeder werkzaam was in de filmwereld, raakte Hublitz al op jonge leeftijd in aanraking met filmproducties. De familie Hublitz verhuisde naar New York in 2007 toen ze zeven jaar oud was.
Hublitz nam als kandidaat deel aan het Amerikaanse televisieprogramma MasterChef Junior in 2013. De bekende televisiekok Gordon Ramsay stelde haar gerust op een moment dat ze het moeilijk had in het programma. In het volgende jaar begon Hublitz haar acteercarrière met haar eerste rol als Danielle Hoffman in twee afleveringen van de televisieserie Louie van Louis C.K. Ook speelde ze een jonge Sylvia in een aflevering van Horace and Pete in 2016. Haar eerste grotere rol was die van Charlotte Byrde in de Netflix televisieserie Ozark.

## Filmografie

### Films
| Jaar | Titel               | Rol          |
| ---- | ------------------- | ------------ |
| 2020 | What Breaks the Ice | Sammy        |
| 2021 | Ida Red             | Darla Walker |

### Televisie
| Jaar      | Titel             | Rol              | Extra             |
| --------- | ----------------- | ---------------- | ----------------- |
| 2013      | MasterChef Junior | Zichzelf         | 7 afl.            |
| 2014      | Louie             | Danielle Hoffman | 2 af.             |
| 2016      | Horace and Pete   | Jonge Sylvia     | Aflevering #1.10  |
| 2017–2022 | Ozark             | Charlotte Byrde  | Hoofdrol; 43 afl. |